# 克莱县 (得克萨斯州)
克萊縣（英語：Clay County）是美國德克薩斯州北部的一個縣，北隔雷德河與奧克拉荷馬州相望。面積2,891平方公里。根据美國2000年人口普查，共有人口11,006人。縣治亨利耶塔（Henrietta）。
成立於1857年12月24日，縣政府成立於1860年。縣名紀念代表肯塔基州的聯邦參議員、國務卿亨利·克萊（Henry Clay）。

## 外部連結
- Clay County Official Website （页面存档备份，存于）